# Quận Gasconade, Missouri
Quận Gasconade là một quận thuộc tiểu bang Missouri, Hoa Kỳ. Theo điều tra dân số năm 2000 của Cục điều tra dân số Hoa Kỳ, quận có dân số người 2. Quận lỵ đóng ở 6

## Địa lý
Theo Cục điều tra dân số Hoa Kỳ, quận có tổng diện tích km2, trong đó có km2 là diện tích mặt nước.

## Thông tin nhân khẩu
Theo điều tra dân số 2 năm 2000, quận đã có dân số 15.342 người, 6.171 hộ gia đình, và 4.288 gia đình sống trong quận hạt. Mật độ dân số là 30 người trên một dặm vuông (11/kmТВ). Có 7.813 đơn vị nhà ở với mật độ trung bình là 15 trên một dặm vuông (6/kmТВ). Cơ cấu dân tộc của cư dân sinh sống ở quận này bao gồm 98,69% người da trắng, 0,12% da đen hay Mỹ gốc Phi, 0,18% người Mỹ bản xứ, 0,16% châu Á, Thái Bình Dương 0,01%, 0,14% từ các chủng tộc khác, và 0,70% từ hai hoặc nhiều chủng tộc. Khoảng 0,42% dân số là người Hispanic hay Latino thuộc một chủng tộc nào.
Có 6.171 hộ, trong đó 31,00% có trẻ em dưới 18 tuổi sống chung với họ, 58,00% là đôi vợ chồng sống với nhau, 7,60% có một chủ hộ nữ và không có chồng, và 30,50% là không lập gia đình. 27,00% hộ gia đình đã được tạo ra từ các cá nhân và 14,60% có người sống một mình 65 tuổi hoặc cao tuổi hơn. Cỡ hộ trung bình là 2,44 và cỡ gia đình trung bình là 2,95.
Trong quận này cơ cấu độ tuổi dân cư bao gồm 24,80% dưới độ tuổi 18, 6,90% 18-24, 25,90% 25-44, 23,70% từ 45 đến 64, và 18,80% từ 65 tuổi trở lên. Độ tuổi trung bình là 40 năm. Đối với mỗi 100 nữ có 94,60 nam giới. Đối với mỗi 100 nữ 18 tuổi trở lên, đã có 92,90 nam giới.
Thu nhập trung bình cho một hộ gia đình trong đã đạt mức USD 35.047, và thu nhập trung bình cho một gia đình là USD 41.518. Phái nam có thu nhập trung bình USD 29.659 so với 20.728 USD của phái nữ. Thu nhập bình quân đầu người là 17.319 USD. Có 7,00% gia đình và 9,50% dân số sống dưới mức nghèo khổ, bao gồm 11,20% những người dưới 18 tuổi và 10,00% của những người 65 tuổi hoặc hơn.